# Горны (Гродненская область)
Го́рны (белор. Гарны́) — деревня в Гродненском районе Гродненской области. Входит в состав Квасовского сельсовета.

## Население
На 2009 год население составляет 62 человека.

## Достопримечательности

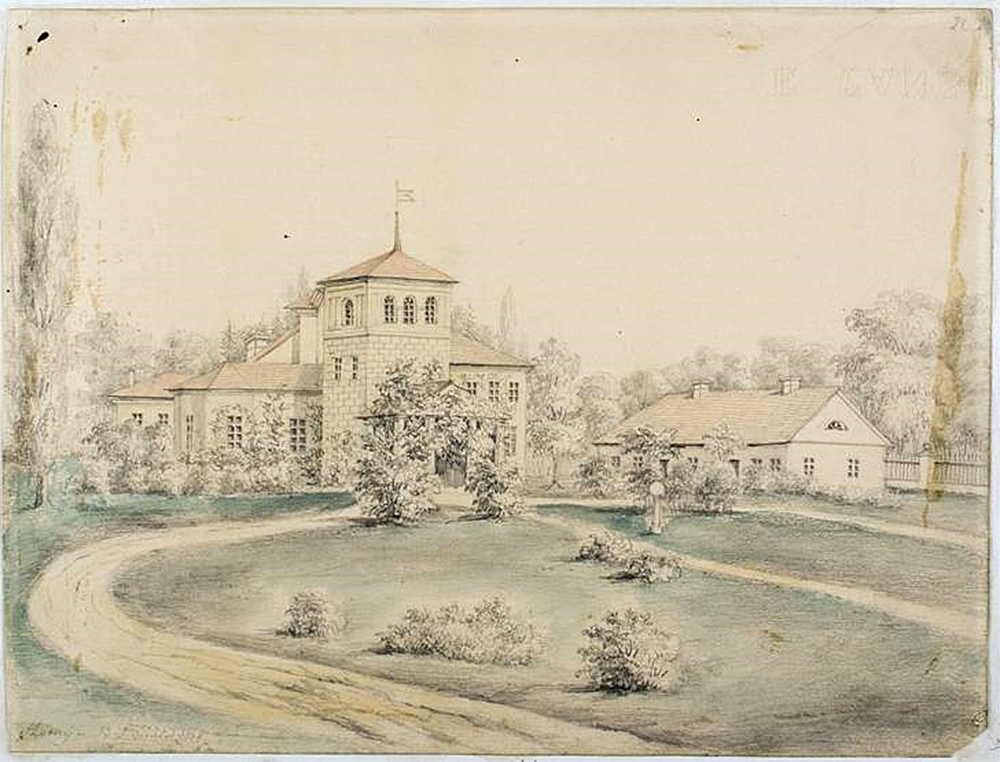
Усадьба «Горны» на рисунке Наполеона Орды, 1868

В деревне находятся руины усадьбы «Горны». На данный момент сохранилась только часть хозяйственной постройки.